# Episodi di JAG - Avvocati in divisa (settima stagione)
La settima stagione della serie televisiva JAG - Avvocati in divisa è stata trasmessa in prima visione negli Stati Uniti d'America dalla CBS tra il 25 settembre 2001 e il 21 maggio 2002.
In Italia è stata trasmessa in prima visione da Rai 2.
| nº | Titolo originale           | Titolo italiano        | Prima TV USA      | Prima TV Italia |
| -- | -------------------------- | ---------------------- | ----------------- | --------------- |
| 1  | Adrift: Part 2             | Amnesia                | 25 settembre 2001 |                 |
| 2  | New Gun in Town            | Fuga impossibile       | 2 ottobre 2001    |                 |
| 3  | Measure of Men             | L'esercitazione        | 9 ottobre 2001    |                 |
| 4  | Guilt                      | Lavoro sporco          | 16 ottobre 2001   |                 |
| 5  | Mixed Messages             | Udienza a porte chiuse | 23 ottobre 2001   |                 |
| 6  | Redemption                 | Segreti militari       | 30 ottobre 2001   |                 |
| 7  | Ambush                     | Imboscata              | 6 novembre 2001   |                 |
| 8  | Jagathon                   | Tutti di corsa!        | 13 novembre 2001  |                 |
| 9  | Dog Robber: Part 1 e 2     | Muro di pietra         | 20 novembre 2001  |                 |
| 10 | Dog Robber: Part 1 e 2     | Codici segreti         | 27 novembre 2001  |                 |
| 11 | Answered Prayers           | Regali di Natale       | 11 dicembre 2001  |                 |
| 12 | Capital Crime              | Crimini capitali       | 8 gennaio 2002    |                 |
| 13 | Code of Conduct            | Nessuno resta indietro | 15 gennaio 2002   |                 |
| 14 | Odd Man Out                | Ragionevole dubbio     | 22 gennaio 2002   |                 |
| 15 | Head to Toe                | Abaya                  | 5 febbraio 2002   |                 |
| 16 | The Mission (1/2)          | L'ultimo gentiluomo    | 26 febbraio 2002  |                 |
| 17 | Exculpatory Evidence (2/2) | Difesa negligente      | 5 marzo 2002      |                 |
| 18 | Hero Worship               | Una lezione di vita    | 12 marzo 2002     |                 |
| 19 | First Casualty             | Diritto d'informazione | 26 marzo 2002     |                 |
| 20 | Port Chicago               | Port Chicago           | 9 aprile 2002     |                 |
| 21 | Tribunal                   | Tribunale militare     | 30 aprile 2002    |                 |
| 22 | Defending His Honor        | Giudice alla sbarra    | 7 maggio 2002     |                 |
| 23 | In Country (1/3)           | In cerca di Kabir      | 14 maggio 2002    |                 |
| 24 | Enemy Below (2/3)          | Testata sporca         | 21 maggio 2002    |                 |

## Amnesia
- Titolo originale: Adrift: Part 2
- Diretto da: Bradford May
- Scritto da: Dana Coen e Stephen Zito

### Trama
Harm viene ritrovato in mare, quasi in fin di vita. Nei primi giorni dopo l'incidente, egli soffre di un'amnesia momentanea, che gli fa dimenticare gli avvenimenti dell'ultimo anno, tra i quali il rapporto che ha con la fidanzata Rene. Mac decide di rimandare le nozze, e questo provoca il disappunto di Brumby, che lascia Mac e torna in Australia.

## Fuga impossibile
- Titolo originale: New Gun in Town
- Diretto da: Terrence O'Hara
- Scritto da: Stephen Zito

### Trama
Il Maggiore Holmes del JAG cade dal ponte della portaerei Guadalcanal e viene dato per disperso in mare, perché di lui si riesce a ripescare il solo giubbotto di salvataggio. Mac e Galindez vengono inviati per indagare, e controllando il computer del Maggiore viene alla luce una traccia inaspettata. Al JAG arriva un nuovo avvocato, il Capitano Sturgis Turner, vecchio amico di Harm, e i due si scontrano subito in aula.

## L'esercitazione
- Titolo originale: Measure of Men
- Diretto da: Bradford May
- Scritto da: Dana Coen

### Trama
Durante un'esercitazione di sbarco della portaerei Guadalcanal, compiuta nonostante condizioni meteo proibitive, un Marine muore affogato. Il Maggiore Lasley, il comandante dei Marines a bordo della nave, viene accusato di negligenza e omicidio colposo. Mac e Galindez sono già sulla nave e si occupano dell'accusa, mentre ad Harm viene assegnata la difesa. Lasley in passato aveva già avuto qualche problema disciplinare, ma era sempre stato scagionato, senza mai assumersi la responsabilità dell'accaduto.

## Lavoro sporco
- Titolo originale: Guilt
- Diretto da: Greg Beeman
- Scritto da: David Ehrman

### Trama
Mac e Galindez sono ancora imbarcati sulla portaerei Guadalcanal, che si trova in Indonesia. Un Caporale dei Marines viene arrestato dalla Polizia indonesiana con l'accusa di stupro; Mac e Galindez trattano per il suo rilascio, ma il fatto suscita le furibonde proteste della popolazione, che dà l'assalto al Consolato americano, dove Mac, Galindez e il personale sono barricati in attesa di aiuto da parte della Guadalcanal. Harm intanto deve difendere il Capitano Keegan, accusato di omicidio; egli ha ucciso un uomo durante un volo di linea civile, perché questi minacciava la sicurezza dell'aereo. Harriet è una dei testimoni, e viene trattata malamente dal Tenente Singer, assistente di Harm, durante l'interrogatorio.

## Udienza a porte chiuse
- Titolo originale: Mixed Messages
- Diretto da: Scott Brazil
- Scritto da: Nan Hagan

### Trama
Un uomo si introduce nel Centro Messaggi della Marina e uccide due ufficiali, tra cui il Comandante Stoechler, amico di Harm. Questi incomincia le indagini, trovando moltissimi ostacoli vista la totale segretezza delle operazioni svolte nel Centro. Le prime prove raccolte parrebbero indicare che Stoechler fosse una spia al servizio dei cinesi, ma Harm non demorde e cerca di ridare l'onore al suo amico, dimostrando la sua innocenza, pur nelle mille difficoltà della situazione, che prevede persino udienze a porte chiuse. Mac, tornata dall'Indonesia, cerca notizie di Lylyana, una bambina indonesiana che aiutò il gruppo di americani a fuggire dal Consolato e della quale Mac perse le tracce.

## Segreti militari
- Titolo originale: Redemption
- Diretto da: James Whitmore Jr.
- Scritto da: David Ehrman

### Trama
Il capitano Webster, vecchio amico di Harm, viene accusato di fraternizzazione con il suo secondo, il tenente Winters. Harm assume la difesa, ma durante il controllo delle email di Webster, trova alcune email di un'azienda straniera, che gli propone di acquistare un campione di una speciale vernice stealth da applicare sui caccia F-117 Nighthawk. Harm continua la causa di fraternizzazione, ma al termine informa i superiori del sospetto crimine di Webster. Mac sostiene il tenente Isabele Maat in una causa contro il proprio marito, accusato di violenza verso la loro figlia Katelyn.

## Imboscata
- Titolo originale: Ambush
- Diretto da: Bradford May
- Scritto da: Don McGill

### Trama
Durante una missione umanitaria in Sierra Leone, un plotone di Marines insegue un ribelle, il colonnello Makani, e cade in un'imboscata, che provoca la morte di 6 uomini. Il comandante del plotone, il capitano Shepard, viene messo in stato di accusa per aver travalicato gli ordini; la missione infatti non prevedeva l'intervento armato, se non per difesa. Harm rappresenta la difesa, il Capitano Turner l'accusa. Mac è alla prese con un caso più leggero: un drone della Marina è stato sorpreso fuori dalla finestra di una stanza di una ragazza di 17 anni.

## Tutti di corsa!
- Titolo originale: Jagathon
- Diretto da: Scott Brazil
- Scritto da: Dana Coen e J. Jetsyn Tache

### Trama
Harm e Mac sono avversari nella causa riguardante un sottufficiale di Marina, il quale ha acquistato una divisa di ufficiale e l'ha indossata, spacciandosi per tale. La tensione tra i due è palpabile, tanto che il capitano Turner si rivolge all'Ammiraglio Chegwidden. Harriet organizza una corsa di beneficenza, denominata "Jagathon", i cui proventi andranno in beneficenza alle vittime dell'attentato al Pentagono dell'11 settembre 2001.

## Muro di pietra
- Titolo originale: Dog Robber: Part 1
- Diretto da: Terrence O'Hara
- Scritto da: Stephen Zito

### Trama
Un EP-3 Orion, con compiti di sorveglianza nello Stretto di Taiwan, viene urtato da un MiG cinese e costretto a un atterraggio di emergenza nella pista cinese di Fuzhou. L'aereo viene posto sotto sequestro e i membri dell'equipaggio arrestati. Le autorità cinesi, per compiere le trattative riguardo al rilascio degli uomini, richiedono la presenza dell'Ammiraglio Boone, che si reca a Fuzhou con Harm. Mac e il capitano Turner sono alle prese con due aspiranti di Marina, discendenti di due Comandanti avversari nella Guerra di secessione, che si sono sfidati a duello. Il sergente Galindez chiede il trasferimento a un reparto operativo e lascia il JAG.

## Codici segreti
- Titolo originale: Dog Robber: Part 2
- Diretto da: Jerry London
- Scritto da: Stephen Zito

### Trama
Uno dei caccia di scorta all'aereo di Harm e dell'Ammiraglio Boone, di rientro da Fuzhou, si sgancia dalla formazione e va a bombardare l'EP-3, in modo che i codici segreti contenuti al suo interno non cadano in mano cinese. Il pilota, il tenente Barrett, al rientro viene arrestato e deferito alla Corte marziale. Harm e Bud rappresentano la difesa, il Capitano Turner e il Tenente Singer l'accusa. Mac indaga su di un presunto caso di abuso sessuale nei confronti di un ufficiale donna dei Marines, costretta a un percorso di allenamento troppo duro, rimproverata aspramente dagli istruttori e, come se non bastasse, ripresa con una videocamera e mostrata in televisione.

## Regali di Natale
- Titolo originale: Answered Prayers
- Diretto da: Terrence O'Hara
- Scritto da: Paul J. Levine e Nan Hagan

### Trama
Un Natale difficile per Harm che crede gli sia stata rubata la seconda Corvette e deve controllare una sottufficiale sotto custodia, in gamba ma molto propensa alla piccola delinquenza. Tutto però si risolve, Harm e Mac si baciano sotto il vischio e al muro dei caduti incontra Sergei, suo fratellastro russo, appena liberato da Clayton Webb.

## Crimini capitali
- Titolo originale: Capital Crime
- Diretto da: Richard Compton
- Scritto da: Don McGill

### Trama
Mac dimostra ancora una volta i suoi poteri medianici, ha una visione e ritrova il cadavere di un ufficiale donna assassinata, che si occupava di testate nucleari russe, su cui inizia a indagare assieme al Capitano Turner. Harm torna sulla portaerei Patrick Henry per indagare su un incidente accaduto per una scarica elettrostatica generatasi su un elicottero. Mac confessa a Turner di essere innamorata di Harm.

## Nessuno resta indietro
- Titolo originale: Code of Conduct
- Diretto da: Dennis Smith
- Scritto da: Dana Coen e Coleman Luck III

### Trama
Harm difende un SEAL, accusato di disobbedienza a un ordine diretto, in quanto, durante una missione in Afghanistan, fece tornare indietro l'elicottero su cui erano lui e il suo plotone per recuperare il cadavere di un compagno: la manovra portò alla morte di un altro SEAL. Il plotone aveva avuto ordine di rientrare, in quanto la manovra di recupero venne giudicata troppo rischiosa. L'Ammiraglio Chegwidden ha una discussione con un adolescente per questioni di parcheggio; l'adolescente sputa addosso all'Ammiraglio, il quale lo schiaffeggia. Numerosi testimoni assistono all'episodio, che suscita scandalo e porta all'immediata richiesta di dimissioni da parte del Segretario della Marina. Chegwidden rifiuta, e viene citato in giudizio.

## Ragionevole dubbio
- Titolo originale: Odd Man Out
- Diretto da: Michael Switzer
- Scritto da: David Ehrman

### Trama
L'infermiere di Marina Shaw è accusato di aver ucciso il caporale Duquette durante un'esercitazione; Harm rappresenta la difesa, Mac l'accusa. La particolarità del caso è che Bud è chiamato a far parte della giuria; durante il dibattito, Bud usa tutte le sue doti per cercare di portare la giuria a vederla come lui. Il capitano Turner è distaccato momentaneamente come assistente legale del sottomarino San Antonio, che sta per salpare; egli dovrà adoperarsi a fondo per cercare di salvare il matrimonio di uno dei marinai.

## Abaya
- Titolo originale: Head to Toe
- Diretto da: Terrence O'Hara
- Scritto da: Dana Coen e Don McGill

### Trama
Il Tenente Stephanie Donato, distaccata nella base aerea di Riad, in Arabia Saudita, esce dal recinto della base da sola e senza indossare né il tipico vestito, l'Abaya, né il velo. Questo è contrario ai regolamenti, e le provoca una denuncia. Harm e Mac volano in Arabia Saudita per sostenere la Donato, che insiste nell'affermare il diritto suo e delle altre donne soldato presenti nella base di essere considerate persone civili, e non una sorta di oscuro oggetto.

## L'ultimo gentiluomo
- Titolo originale: The Mission
- Diretto da: Rod Hardy
- Scritto da: Stephen Zito

### Trama
L'indecisione di un ufficiale del JAG distaccato sulla portaerei Seahawk vanifica un attacco pianificato contro un gruppo di terroristi afghani appartenenti ad Al Qaida. L'Ammiraglio Chegwidden prende in mano la situazione e invia Harm e Mac, in modo da chiarire il fatto che in guerra occorre molta più decisione. Harm partecipa direttamente a una missione di bombardamento. Il capitano Turner viene momentaneamente distaccato presso lo staff dell'onorevole Bobbi Latham, e i due si avvicinano anche dal lato sentimentale. Bud è sotto pressione a causa del figlio, influenzato, e perde malamente una causa.

## Difesa negligente
- Titolo originale: Exculpatory Evidence
- Diretto da: Harvey S. Laidman
- Scritto da: Eric Morris

### Trama
Bud finisce sotto inchiesta per difesa negligente; Harm assume la sua difesa, il Capitano Turner l'accusa. L'unico modo per cercare di salvare Bud è capire perché non è stata da lui rintracciata una testimone chiave.

## Una lezione di vita
- Titolo originale: Hero Worship
- Diretto da: Rod Hardy
- Scritto da: Don McGill e Dana Coen

### Trama
Su di una vecchia nave ancora in servizio scoppia un violento incendio nella cambusa. Ben presto la colpa viene addossata a uno dei due marinai di servizio, che ha incautamente acceso una sigaretta. Harm assume la difesa, Mac l'accusa. Nonostante tutto sia contro, Harm cerca disperatamente una possibile concausa dell'incidente, in modo da alleggerire la responsabilità del marinaio.

## Diritto d'informazione
- Titolo originale: First Casualty
- Diretto da: Oz Scott
- Scritto da: Paul J. Levine

### Trama
Una missione di SEAL contro Al Qaida in Afghanistan fallisce. Alla missione era stato aggregato il giornalista della ZNN Stuart Dunston, il quale, contravvenendo agli ordini di mantenere il silenzio totale, pochi minuti prima dell'attacco chiama la sede ZNN tramite un telefono satellitare. Dunston viene deferito alla Corte marziale, pur non essendo un militare, in quanto essendo aggregato a un plotone in attività di guerra è soggetto alle leggi militari. Bud viene trasferito come consulente legale sulla portaerei Seahawk.

## Port Chicago
- Titolo originale: Port Chicago
- Diretto da: Jeannot Szwarc
- Scritto da: Don McGill

### Trama
Un sottufficiale in pensione chiede che sia riaperto il suo caso, relativo al disastro di Port Chicago, risalente al 1944. Lui e i suoi compagni, tutti afro-americani, erano costretti a turni massacranti per caricare munizioni sulle navi in partenza per la guerra, finché un giorno una tremenda esplosione uccise più di 300 uomini. In seguito a ciò, lui e altri suoi compagni si rifiutarono di riprendere il lavoro, e vennero condannati per ammutinamento. Il sottufficiale chiede di essere pienamente riabilitato.

## Tribunale militare
- Titolo originale: Tribunal
- Diretto da: Mark Horowitz
- Scritto da: Charles Holland

### Trama
Un commando di SEAL riesce a catturare Mustafa Atef, un esponente di spicco di Al Qaida. Si suppone che questi sia quello che i suoi uomini chiamano Mohandes. Viene istituito un tribunale militare sulla portaerei Seahawk, e l'Ammiraglio Chegwidden si assume l'ingrato compito di sostenere la difesa, aiutato dal Capitano Turner. Mac e Harm sostengono l'accusa. Mac indaga sul posto, assieme a Clayton Webb, perché Atef ha un fratello, Kabir, anch'egli esponente di spicco di Al Qaida; qui incontra il Sergente Galindez, di stanza in Afghanistan.

## Giudice alla sbarra
- Titolo originale: Defending His Honor
- Diretto da: Jeannot Szwarc
- Scritto da: Lynnie Greene e Richard Levine

### Trama
Il capitano Sebring, uno dei giudici del JAG, è coinvolto in un incidente stradale, che causa la morte di una bambina, e viene denunciato e sottoposto a Corte marziale. Harm assume la difesa, Mac l'accusa. Sebring è sotto pressione a causa di gravi problemi di salute della moglie, e questo incidente potrebbe causare la fine della sua carriera. Prosegue intanto la caccia al terrorista Kabir; la pista conduce Clayton Webb in Russia, dove chiede aiuto al Capitano Volkonov.

## In cerca di Kabir
- Titolo originale: In Country
- Diretto da: Hugo Cortina
- Scritto da: Dana Coen

### Trama
Il gruppo speciale comandato da Galindez ritiene di aver individuato il veicolo su cui sta viaggiando Kabir; viene quindi bombardato, ma si tratta di un falso allarme. L'Ammiraglio Chegwidden invia Mac e Harm in Afghanistan, ufficialmente per indagare sull'operato di Galindez, ma in realtà per coadiuvarlo nelle ricerche. Bud si oppone ai metodi brutali di interrogatorio di un funzionario della CIA, e riesce a comunicare con uno dei prigionieri usando il linguaggio della serie TV Star Trek. Bud riesce a ottenere la località dove dovrebbe essere Kabir, ma anche in questo caso il terrorista si era già allontanato.

## Testata sporca
- Titolo originale: Enemy Below
- Diretto da: Bradford May
- Scritto da: Charles Holland e Donald P. Bellisario

### Trama
Si stringe il cerchio su Kabir, il cui intento diventa chiaro: lanciare un missile con testata sporca contro la flotta USA. Tutto lo staff del JAG è impegnato a fondo nel tentativo di intercettare il sottomarino su cui è imbarcato Kabir.